# Karl Völker (Turnvater)

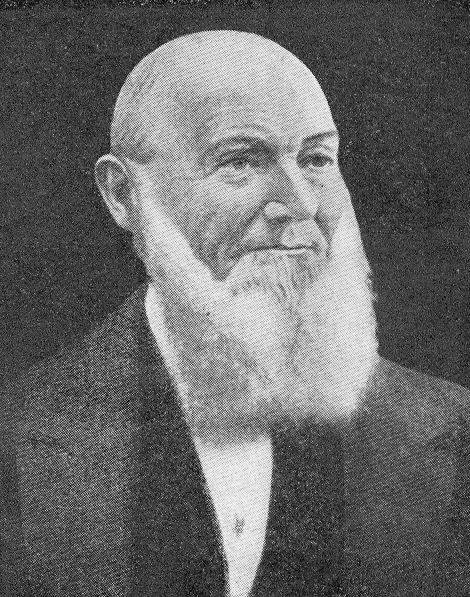
Karl Völker, 1796–1884

Heinrich Karl Nicolaus Völker (* 5. Januar 1796 in Eisenach; † 2. Oktober 1884 in Kappel) war als Schüler von Turnvater Jahn ein deutscher Turnlehrer.

## Leben
Karl Völker war der Sohn von Wilhelm Bernhard Völker, einem Feldwebel auf der Wartburg, und der Sophie geb. Hopf. In erster Ehe heiratete er 1822 Menga Jecklin, Tochter des Oberzunftmeisters Peter Churer und in zweiter Ehe 1857 Margaretha Fluri. 1814–18 studierte er Jura in Jena, 1819 begann er ein geisteswissenschaftliches Studium in Tübingen. Während seines Studiums wurde er 1814 Mitglied der Landsmannschaft Saxonia Jena, 1816 Mitglied der Urburschenschaft und 1819 Mitglied der Alten Tübinger Burschenschaft Germania/Burschenverein.
Er nahm als Burschenschafter am Wartburgfest teil. Er forderte am 18. Oktober 1818 in einer politischen Rede von den deutschen Herrschern die Wiederherstellung der freien ständischen Verfassung, die unumschränkte Presse- und Rede-Freiheit sowie die Abschaffung dessen, was den freien Verkehr des Volkes hinderte, also dessen Bildung und Entwicklung hemmte.
Karl Völker war der erste Übungsleiter auf dem ersten Turnplatz von Tübingen, der mit Zustimmung des Universitätsrektors 1819 in Anlehnung an die Jahn´sche Turnbewegung auf dem „Unteren Wöhrd“ eingerichtet wurde (heute Bismarck- und Schaffhausenstraße). Bis zu 200 Personen beteiligten sich zeitweise am Turnen, wobei Bürger und Akademiker getrennt übten.
Nach der Ermordung des Dichters August von Kotzebue durch den Burschenschaftsturner Karl Ludwig Sand, der in Tübingen studiert hatte, wurde 1820 im Rahmen der sogenannten Turnsperre das Turn- und Burschenschaftswesen verboten, so dass im Verborgenen geturnt werden musste. Die Turnsperre wurde bis 1838 beibehalten, d. h. bis der Senat der Universität positiv auf den Wunsch der Studenten nach Wiederherstellung der Turnanstalt votierte, da man annahm, dass „sich dadurch eine Ableitung von manchen Verfehlungen gegen die Disziplin erzielen ließe“.
Nach dem Attentat auf Kotzebue setzte er sich 1819 in die Schweiz ab, wo er in Hofwil und 1821–24 an der Kantonsschule Chur Turnlehrer war. Anschließend zog er nach England und wurde Lehrer in London. 1827 gründete ein Knabeninternat in Liverpool, das er 1839–50 auf Schloss Heerbrugg weiterführte.
1850–57 war er Präsident der landwirtschaftlichen Gesellschaft des Kantons St. Gallen, 1849–61 Bezirksgerichtspräsident, 1845–62 liberaler St. Galler Kantonsrat, 1847–60 evangelischer Erziehungsrat. Danach begann er publizistische Tätigkeiten. Völker erwarb sich große Verdienste um die Rheinregulierung.
Er war bei George Stephensons Eisenbahn-Jungfernfahrt im September 1825 dabei gewesen und als begeisterter Eisenbahnanhänger zurückgekommen. Er lobbyierte für den Bau der Rheintallinie Rorschach-Chur der Südostbahngesellschaft (SOB) und war massgeblich beteiligt daran, dass die Strecke überhaupt gebaut wurde. Er schenkte der Gemeinde Berneck den Boden, auf welchem der Bahnhof Heerbrugg gebaut wurde.

## Würdigung

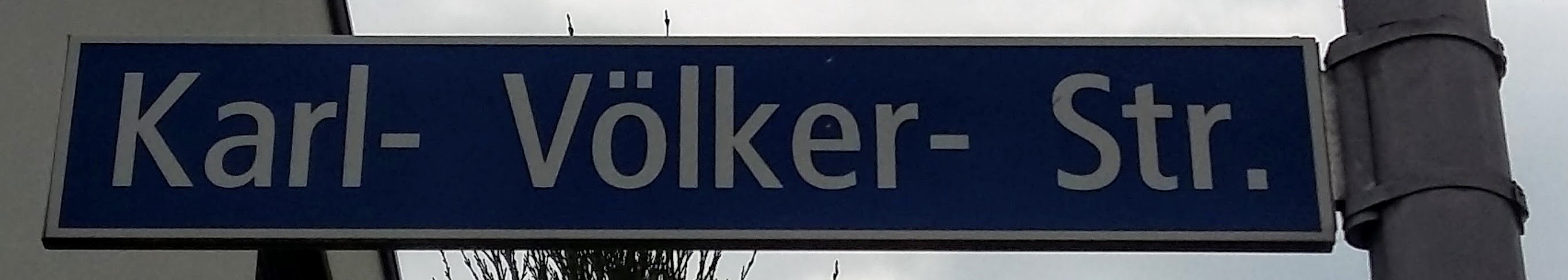
Die Karl Völker Strasse in Heerbrugg ist benannt nach dem gleichnamigen Turnvater

- In Tübingen sind der Völkerweg[8] und die Jahn-Völker-Eiche[9] nach ihm benannt.
- In Heerbrugg ist die Karl-Völker-Strasse nach ihm benannt.